# 荷默·希坎姆
小荷默·哈德利·希坎姆（英語：Homer Hadley Hickam, Jr.，1943年2月19日—）是一名美國NASA的航太工程師和作家，著有一本聞名的自傳體小說《火箭男孩》，後來被改編拍成電影《十月的天空》。

## 生平
小荷默·哈德雷·希坎姆於1943年2月19日出生於西維吉尼亞州的一個產煤小鎮煤林，是荷默·希坎姆和艾爾西·希坎姆的第二個兒子。在高中時期，他和朋友做了許多模型火箭。1960年於當地的比格克里克（Big Creek）中學畢業後，進入維吉尼亞理工學院暨州立大學（維吉尼亞理工大學），在1964年得到工業工程學學士。他於1967年到1968年期間在派駐越南的美國陸軍第4步兵師擔任中尉，並獲得銅星勳章。他從軍六年，以上尉官階退伍。

### 文學方面
希坎姆在1969年從越南返回美國，之後成為一位作家。最初為多本雜誌撰寫他水肺潛水的經歷。之後又撰寫美軍對抗二戰時沿美國東岸行駛的德國U-潛艇的過程，在1989年出版他的第一本書《魚雷交界》，並成為海軍學院出版社（ Naval Institute Press）的最暢銷軍史類書籍。

### 航天方面
希坎姆在1971年至1978年為美國陸軍導彈司令部的工程師，奉派至亨茨維爾，在1978至1981年則駐派於德國的第七訓練司令部。
1981年，他在美國國家航空暨太空總署的馬歇爾太空飛行中心擔任航太工程師，參與太空人的訓練－－主要是在於科學酬載與艙外活動訓練。他還以潛水員的身分參與了中性浮力模擬器－－這是太空實驗室和太空梭任務的許多太空人接受的訓練，包括發射哈伯太空望遠鏡任務、前兩次修復哈伯太空望遠鏡任務、太空實驗室-J（包括首位日本太空人）和太陽極大期任務衛星的修復任務。在希坎姆於1998年退休之前，他在國際太空站計劃擔任酬載訓練的經理。
在1998年，德拉考特出版社(Delacorte Press)出版了希坎姆的第二本書《火箭男孩》，描述自己青少年時期在西維吉尼亞州產煤小鎮煤林的生活。這本書出版後不久便成為暢銷書，被翻譯成八種語言，並發行有聲書和電子書版本，還成為紐約時報的「1998年好書」和文學協會與雙日出版社雙方各自選擇的「本月書」之一，更被國家圖書鑑定會提名為1998年的「最佳傳記」。环球影业在1999年二月根據本書拍攝電影《十月的天空》（標題『October Sky』為『Rocket Boys』的易位詞，且史普尼克一號亦是在1957年10月4日升空），德拉考特出版社隨後針對大眾市場出版火箭男孩的平裝書，重新命名為《十月的天空》。十月的天空也進入了紐約時報的暢銷書單。
1999年希坎姆出版其第一本虛構小說《奔月追緝令》（Back to the moon），精裝書、有聲書和電子書同時出版，也曾翻譯為中文。
2000年德拉考特出版 Coalwood Way，為荷默家鄉的回憶錄，但希坎姆說明「這並不是續集，而是同一種故事。」，版本包括有聲版、電子書、大字版和日語版。它和「回到月球」分別成了雙日書社的經典著作。他的第三本家鄉回憶錄 「Sky of Stone」 為真正的續集，在2001年10月出版，也開發電視影片。希坎姆關於煤林的最後一本書在2002年出版，取了一個勵志風格的書名： We Are Not Afraid: Strength and Courage from the Town That Inspired（處變不驚：鼓舞鎮民的力量與勇氣）
希坎姆最近的創作為 The Ambassador's Son（大使之子），由聖馬丁出版社出版。這是關於第二次世界大戰中的海岸警衛喬許·托爾勞的第二本熱門小說。這系列是從 The Keeper's Son（看守人之子）開始，續集是2007年將出版的 The Far Reaches（長岬）。

### 榮譽
1984年，希坎姆因為在田納西河的明輪汽船沉船事件中，搶救船員和乘客的英勇事蹟，得到阿拉巴馬州傑出貢獻獎。因為此事件，1996年夏季奧林匹克運動會的聖火經過亨茨維爾時，美國奧委會讓希坎姆參與傳遞聖火。
1999年，西維吉尼亞州長發表文告讚揚希坎姆傑出的工程師和作家事業，並宣佈一年一度的「火箭男孩日」。
希坎姆仍然喜歡進行水肺潛水作為消遣，而且幾乎每日慢跑。他還開始新的副業－古生物學，每年夏天在蒙大拿的傑克洪納博士那邊工作。當然，他最愛的事仍然是寫作。
在2006年1月15日，希坎姆先後出席在布克漢農的追悼會，兩週前西維吉尼亞西米煤礦意外造成了12名礦工喪生。這也在CNN的電視播映。

### 軼事
在2013年5月，希坎姆曾經向巴投高中（Bartow High School）的「零容忍政策」表示抗議。該事件中，該校有一位學生因為科學實驗造成了小爆炸，而被開除。
在2018年2月，希坎姆被時任美國副總統潘斯指派為 2017 年成立的國家太空委員會的諮詢成員之一（ Users Advisory Group of thr National Space Council）。
在2018年8月，希坎姆在推特上提醒剛剛錄取為NASA實習生的 Naomi H 要「注意用語」，後續爭議使得NASA並將Naomi H的實習生資格在24小時內被取消。後來希坎姆透露，「 Naomi H 」已經對他表現了歉意，他也正盡他所能的來幫助「 Naomi H 」讓她獲得一個比實習生更好的職位，並確保在她的履歷上不會有任何汙點。

## 家庭
小荷默·希坎姆是荷默·希坎姆和艾爾西·希坎姆的第二個兒子。希坎姆之妻為藝術家和他的第一個編輯和助手琳達·泰瑞·希坎姆。他們都愛貓，常在阿拉巴馬州和維京群島共享時光。

## 著作
在2007年二月，希坎姆宣佈會和太空旅行家阿努謝赫·安薩麗出版她的太空飛行經歷。

### 煤林系列
-  ISBN 0-385-33321-8
- The Coalwood Way ISBN 0-385-33516-4
- Sky of Stone ISBN 0-440-24092-1
- We Are Not Afraid ISBN 0-7573-0012-X

### 喬許·托爾勞系列
- The Ambassador's Son ISBN 0-312-30192-8
- The Keeper's Son ISBN 0-312-30189-8
- Torpedo Junction ISBN 0-440-21027-5

### 科幻
- 《回到月球》 ISBN 0-385-33422-2

## 外部連結
- 官方網站
- Official 官方FAQ
- 十月的天空和火箭男孩
- Homer H. Hickam, Jr.,在互联网电影资料库（IMDb）上的資料（英文）
- 採訪《大使之子》